# کاواساکی سی-۱
کاواساکی سی-۱ (به انگلیسی: C-1) یک هواگرد ترابری نظامی دوموتوره ساخت شرکت کاواساکی در ژاپن است که نخستین پرواز خود را سال ۱۹۷۰ انجام داد.

## طراحی و توسعه
کاواساکی سی-۱ برای جایگزینی هواگرد قدیمی کورتیس سی-۴۶دی طراحی شد. سی-۱ به عنوان یک هواگرد ترابری نظامی دوموتوره میان‌برد نخستین بار روز ۱۲ نوامبر سال ۱۹۷۰ به پرواز درآمد. نخستین هواگرد تولیدی ماه دسامبر سال ۱۹۷۴ تحویل نیروی هوایی دفاع‌ازخود ژاپن شد. آخرین هواگرد از مجموعاً تولید ۳۶ فروند هم ماه مارس سال ۱۹۷۶ تحویل گرید. تعدادی از هواگردها به گونه شنود الکترونیک تبدیل شدند.

## مشخصات فنی
مشخصات عمومی
- خدمه: ۵ نفر، ۶۰ مسافر
- طول: ۲۹ متر
- طول بال: ۳۰٫۶ متر
- ارتفاع: ۹٫۹۹ متر
- وزن بارگذاری‌شده: ۴۵٬۰۰۰ کیلوگرم
- نیرومحرکه: ۲ × موتور توربوجت میتسوبیشی جی‌تی۸دی-ام-۹: هر یک رانش ۱۴٬۵۰۰ پوند (۶٬۵۷۷ کیلوگرم)

عملکرد
- حداکثر سرعت: ۸۰۶ کیلومتر بر ساعت
- سقف پرواز: ۳۸٬۰۰۰ پا (۱۱٬۵۸۰ متر)
- برد: ۳٬۳۵۳ کیلومتر